# Меннерс, Джон, 2-й герцог Ратленд
Джон Меннерс, 2-й герцог Ратленд (англ. John Manners, 2rd Duke of Rutland; 18 сентября 1676 — 22 февраля 1721) — британский аристократ и политик-виг, заседал в Палате общин с 1701 по 1711 год. Носил титулы учтивости лорд Роос (1679—1703) и маркиз Грэнби (1703—1711).

## Биография
Джон Меннерс родился 18 сентября 1676 года. Он был сыном Джона Меннерса, 1-го герцога Ратленда (1638—1711), и его третьей жены Кэтрин Ризли Ноэль (1657—1733), дочери Баптиста Ноэля, 3-го виконта Кэмпдена.
На первых всеобщих выборах 1701 года Джон Меннерс был избран членом Палаты общин от партии вигов от Дербишира. На вторых парламентских выборах 1701 года он снова стал депутатом от Лестершира. На выборах в Англии в 1705 году он был возвращен в качестве члена Палаты общин от Грэнтэма. Он был уполномоченным по союзу с Шотландией в 1706 году. На парламентских выборах 1708 года он снова стал депутатом от партии Грэнтема. На выборах в Великобритании в 1710 году он был избран членом Палаты общин от Лестершира и Грэнтема.
10 января 1711 года после смерти отца Джон Меннерс унаследовал титул 2-го герцога Ратленда и члена Палаты лордов, освободив место в Палате общин, не выбрав, кто его займет. Он был лорд-лейтенантом Лестершира с 1714 по 1721 год. В 1714 году герцог Ратленд был произведен в рыцари Ордена Подвязки.

## Семья
23 августа 1693 года Джон Меннерс женился на Кэтрин Рассел (23 августа 1676 — 30 октября 1711), дочери Уильяма Рассела, лорда Рассела (1639—1683), и леди Рейчел Ризли (1636—1723). У них было девять детей:
- Джон Меннерс, 3-й герцог Ратленд (21 октября 1696 — 29 мая 1779);
- лорд Уильям Меннерс (1697—1772), член Палаты общин, женился на Корбетте Смит (1708—1753);
- лорд Эдвард Меннерс;
- лорд Томас Меннерс (? — 1723);
- лорд Ризли Меннерс;
- леди Кэтрин Меннерс (? — 18 февраля 1780), жена Генри Пелэма (1694—1754), будущего премьер-министра Великобритании;
- леди Элизабет Меннерс (1709 — 22 марта 1730), жена Джона Монктона, 1-го виконта Голуэя (1695—1751);
- леди Рейчел Меннерс (? — 1723);
- леди Фрэнсис Меннерс, жена Ричарда Арунделла (ок. 1696—1758), сына Джона Арунделла, 2-го барона Арунделла из Трериса.

Джон Маннерс сменил своего отца на посту герцога Ратленда 10 января 1711 года. Через несколько месяцев умерла его первая жена Кэтрин.
1 января 1713 года герцог женился на Люси Шерард (1685 — 27 октября 1751), дочери Беннета Шерарда, 2-го барона Шерарда (1621—1700). Дети от второго брака:
- лорд Шерард Меннерс (ок. 1713 — 13 января 1742), член Палаты общин от Тэвистока;
- лорд Джеймс Меннерс (1720 — 1 ноября 1790);
- лорд Джордж Меннерс (? — декабрь 1721);
- леди Кэролайн Меннерс (? — 10 ноября 1769), жена 1) сэра Генри Харпура, 5-го баронета (1708—1748), и 2) сэра Роберта Бердетта, 4-го баронета (1716—1797);
- Леди Люси Меннерс (ок. 1717 — 18 июня 1788), жена Уильяма Грэма, 2-го герцога Монтроза (1712—1790)
- Лорд Роберт Меннерс (ок. 1721 — 31 мая 1782);
- лорд Генри Меннерс (? — 1745);
- лорд Чарльз Меннерс (? — 5 декабря 1761), военный.